# Liste der Byggnadsminnen in Sölvesborg (Gemeinde)
Diese Liste der Byggnadsminnen in Sölvesborg (Gemeinde) zeigt die Baudenkmale (schwedisch Byggnadsminnen) der Gemeinde Sölvesborg in der schwedischen Provinz Blekinge län mit den Ortschaften (schwedisch tätorter) Hällevik, Hörvik, Lörby, Mjällby, Nogersund, Norje, Pukavik, Sölvesborg, Valje und Ysane. Es werden die Byggnadsminnen aufgeführt, die auf dem nationalen Denkmalregister (schwedisch Bebyggelseregistret – BeBR) gelistet sind, welches weitere Informationen zu den registrierten Baudenkmälern enthält.

## Begriffserklärung
Byggnadsminnen (schwedisch für Baudenkmale) sind in Schweden eine Art von Kulturdenkmälern, deren Erhalt und Schutz im Gesetz über die kulturelle Umwelt geregelt sind. Dazu zählen kulturhistorisch wertvolle Gebäude, Ensembles und Anlagen, die gem. den Bestimmungen des kulturminneslag (Kulturdenkmalgesetz) geschützt sind. Der Begriff unterscheidet sich insofern von der Deutung eines Baudenkmals, als das auch Parks, Gärten und andere Anlagen mit kulturhistorischen Wert als Byggnadsminnen eingestuft werden können.

## Legende

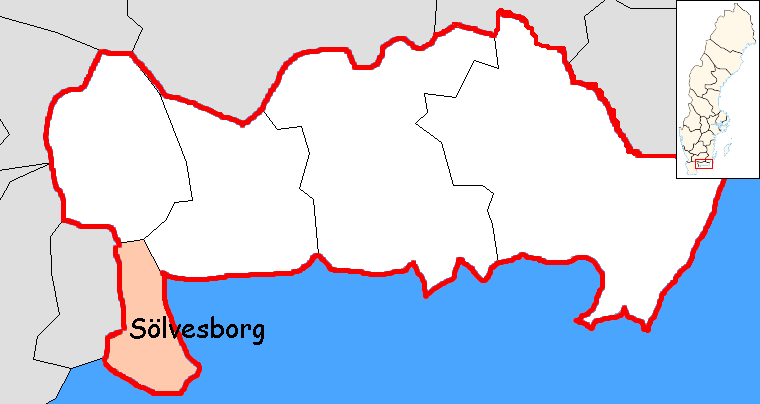
Lage der Gemeinde Sölvesborg

| ID           | = | ID.Nr. des Denkmalregisters (BeBR) im „Swedish National Heritage Board“ (Riksantikvarieämbetet (RAÄ)) |
| Lage         | = | Adresse, Flurstück und Koordinatenangabe des Standorts                                                |
| Bezeichnung  | = | Bezeichnung/Name des Bauwerks/Denkmals/Objekts in Landessprache (schwedisch)                          |
| Beschreibung | = | deutscher Name (Funktion/Baujahr, wenn bekannt) sowie eine kurze Beschreibung des Objekts             |
| Bild         | = | Bild des Objekts sowie Verweis auf weitere Bilder                                                     |

## Gemeinde Sölvesborg
| ID             | Lage                                                           | Bezeichnung                                         | Beschreibung | Bild           |
| -------------- | -------------------------------------------------------------- | --------------------------------------------------- | --- | -------------- |
| 21300000014060 | Trädgårdsgatan 294 34 Sölvesborg (Sölvesborg 4:5) (Karte)      | Stationshuset i Sölvesborg                          | Bahnhof Sölvesborg (Bahnhofsgebäude, 1891) Das Bahnhofsgebäude aus roten Backstein von 1891 wurde von einem der produktivsten schwedischen Architekten Folke Zettervall (Sohn des schwedischen Kirchenarchitekten: Helgo Zettervall 1831–1907) entworfen. Es wurde als zweites Bahnhofsgebäude in Sölvesborg an der Schmalspurbahn Sölvesborg - Kristianstad (später Blekinge Küstenbahn) errichtet, nachdem der durchgehende Betrieb der Strecke 1890 zwischen Kristianstad - Karlskrona aufgenommen wurde. Das Gebäude mit dekorativen Backsteinmuster hat eine asymmetrische Fassade mit runden Treppentürmen und Dachgauben. Es wurde 1986 vom National Heritage Board zum nationalen Denkmal erklärt und 1992 an die Gemeinde verkaufte und unter Denkmalschutz gestellt. | Weitere Bilder |
| 21300000014214 | Hälleviksvägen 278-9 294 71 Sölvesborg (Hörby 6.2) (Karte)     | Hörby 6:2                                           | Landgut Hörby 6:2 (Bauernhof, 1841) Landgut mit Herrenhaus und weiteren 6 Nebengebäuden auf der Halbinsel Listerlandet, nördlich Mjällby, seit 2003 unter Denkmalschutz gestellt (Bildquelle) |                |
| 21300000014217 | Västra Storgatan 33 294 34 Sölvesborg (Ungersbacke 13) (Karte) | Gamla fattighuset i Sölvesborg                      | Armenhaus Sölvesborg (Armenhaus, 1821) Das Armenhaus von Sölvesborg wurde 1821 zum Teil aus Mittel von Karl XIV. finanziert, welcher 1819 die Stadt besuchte, da seit dem Brand von 1801 der Bedarf sehr hoch war. 1830 wurde es erstmals renoviert, um 1850 wurde es von ca. 30 Personen bewohnt. Seit 1940 wurde es nicht mehr als Armenhaus verwendet und diente später als Museum und zur Unterbringung der Sammlungen des Altertumsvereins. Es besteht aus grob behauenem grauem Stein, die Wandflächen sind mit Lamellen versehen. Im Inneren sind alte Holzarbeiten wie die Türen im Erdgeschoss, zwei Kachelöfen, ein Ofen usw. aus der Bauzeit erhalten geblieben, seit 1996 steht es unter Denkmalschutz. | Weitere Bilder |
| 21300000014221 | Kyrkogatan 1 294 31 Sölvesborg (Pelikanen 1 & 2) (Karte)       | Nicolaigården                                       | Nicolai-Hof (Feuerwache und Telegrafenstation, 1830) das 1830 errichtete einstöckige Gebäude wurde als Feuerwache genutzt, 1857 mit einem Obergeschoss erweitert und dort die Telegrafenstation untergebracht. 1866 fand ein größerer Umbau statt und die Feuerwache wurde nebenan neu errichtet, die Telegrafenstation blieb bis 1908 erhalten, später als Wohnhaus genutzt. Von 1967 bis 1968 wurde das Gebäude durch den Architekten Torsten Leon-Nilsson umgestaltet und in eine Ausstellungshalle sowie das Obergeschoss in Sitzungsräume umgewandelt. Das verputzte Gebäude besteht aus Backstein mit rustizierten Eckketten und Fenstereinfassungen im spätkaiserzeitlichen Stil. Das Gebäude wurde 1967 unter Denkmalschutz gestellt. | Weitere Bilder |
| 21300000014223 | Valjevägen 23 294 34 Sölvesborg (Domaren 4) (Karte)            | Listers härads tingshus                             | Bezirksgericht Lister (Gerichtsgebäude, 1919–21) Das Gerichtsgebäude wurde 1919–1921 nach Entwürfen des schwedischen Architekten Gunnar Asplund errichtet und gilt als eines der wichtigsten Beispiele Schwedens für ein Gebäude im klassizistischen Stil der 1920er Jahre. Es zeichnet sich durch einen großen tempelartigen Giebel und ein sichelförmiges Gewölbe als Eingang aus. Der rechteckige Grundriss umschließt einen kreisförmigen Gerichtssaal, der an der Rückseite des Gebäudes hervorspringt. Das Innere ist durch große Fenster, holzgetäfelte Wände und gut ausgeführte Innenausstattungsdetails gekennzeichnet, welche auch von Gunnar Asplund entworfen wurden. Das Gebäude steht seit 1993 unter Denkmalschutz und wurde noch bis 2001 als Gericht genutzt, heute dient es als Musikschule | Weitere Bilder |
| 21300000014224 | Valjeallén 80 294 77 Sölvesborg (Valje 1:38) (Karte)           | Valje gård                                          | Gutshof Valje (Herrenhaus, 1740) der Gutshof mit Herrenhaus befindet sich westlich des Stadtgebiets von Sölvesborg an einer Bucht des Väljeviken an der Grenze zu Skåne. Schon in früher Zeit lebten Menschen auf dem Gelände, so ist aus dem 15. Jh. bekannt, dass der Hof dem Erzbischof von Lund gehörte. Nach der Beschlagnahmung 1536 durch die dänische Krone, ging der Besitz im Vertrag von Roskilde 1658 an Schweden über und war zunächst ein Reiterheim und verpachtet. Um 1740 wurde das heutige Herrenhaus, zwei Flügelgebäude und ein Barockgarten errichtet. Der Westflügel wurde um 1780 durch das „Cook House“ ersetzt und der Ostflügel im 19. Jh. in ein Gästehaus umgebaut. Neben den Hauptgebäude befinden sich auf dem Gelände zwei große Steinscheunen, ein kleines Nebengebäude und das Fachwerk-Jagdhaus mit archaischem Charakter, welche das älteste Gebäude ist und um 1760 vom damaligen Bürgermeister aus Kristianstad verlegt wurde. Seit mehr als 200 Jahren befand sich der Gutshof im Besitz der Familie Trolle-Wachtmeister und wurde 1994 vom Kurator Jan Karlsson gekauft, welcher ihn umfassend renovieren ließ, so dass er heute für Kurse und Konferenzen genutzt wird. Seit 1996 stehen die 6 Gebäude des Hofes unter Denkmalschutz. | Weitere Bilder |
| 21300000018898 | Slottsallén 294 31 Sölvesborg (Borgen 3) (Karte)               | Sölvesborgs slott, corps de logi                    | Herrenhaus, Schloss Sölvesborg (Herrenhaus, 1802) Das Gebäude (als corps de logi bezeichnet) wurde Anfang des 19. Jh. neben den Überresten der alten Burganlage Sölvesborg errichtet. Die Burg wurde während des 7-jährigen Krieges 1564 niedergebrannt und verlor ihre Bedeutung, das Plateau war jedoch bis ca. 1750 bewohnt. 1795 brannte das ehemalige Wohnhaus auf dem Schlossgelände nieder, das heutige Corps de logi-Haus wurde dann 1802 von Leutnant Gustaf Carl Adolf Fredrik Schult errichtet und vom Jesper Södergren 1832 erworben. Das damals einstöckige Gebäude mit steilem Satteldach bestand wahrscheinlich aus Steinen der Burgruine, von 1841 bis 1843 wurde das Gebäude mit einem zusätzlichen Stockwerk aus Eichenholz und Ziegelausfachung versehen, verputzt und die Fassade mit Pilastern im neoklassischen Stil gestaltet und 1915 umfassend renoviert, wobei auch das heutige Portal und die neobarocken Fenster hinzugefügt wurden. Das Innere wurde mehrfach renoviert, der Grundriss ist jedoch weitestgehend erhalten geblieben, seit 1997 steht das Haus unter Denkmalschutz. | Weitere Bilder |
| 21300000018900 | Slottsallén 294 31 Sölvesborg (Borgen 4) (Karte)               | Sölvesborgs slott, förvaltarebostad och uthuslängor | Verwalterhaus, Schloss Sölvesborg (Wohnhaus, 1835) Das Verwalterhaus und die Nebengebäude befinden sich neben den Überresten der ehemaligen Burganlage von Sölvesborg, welche während des 7-jährigen Krieges 1564 niedergebrannte. 1832 erwarb der Kaufmann Jesper Södergren das Gelände und ließ in den Jahren 1833 – 1835 die Nebengebäude und das Verwalterhaus errichten, das Baumaterial, Steine und Ziegel wurden aus der benachbarten Burgruine entnommen. Ab Mitte der 1990er Jahre wurden umfangreiche Renovierungsarbeiten an den Gebäuden durchgeführt. Das Verwalterhaus dient heute als Wohngebäude und steht seit 1995 unter Denkmalschutz. | Weitere Bilder |